# Andreas Prokop

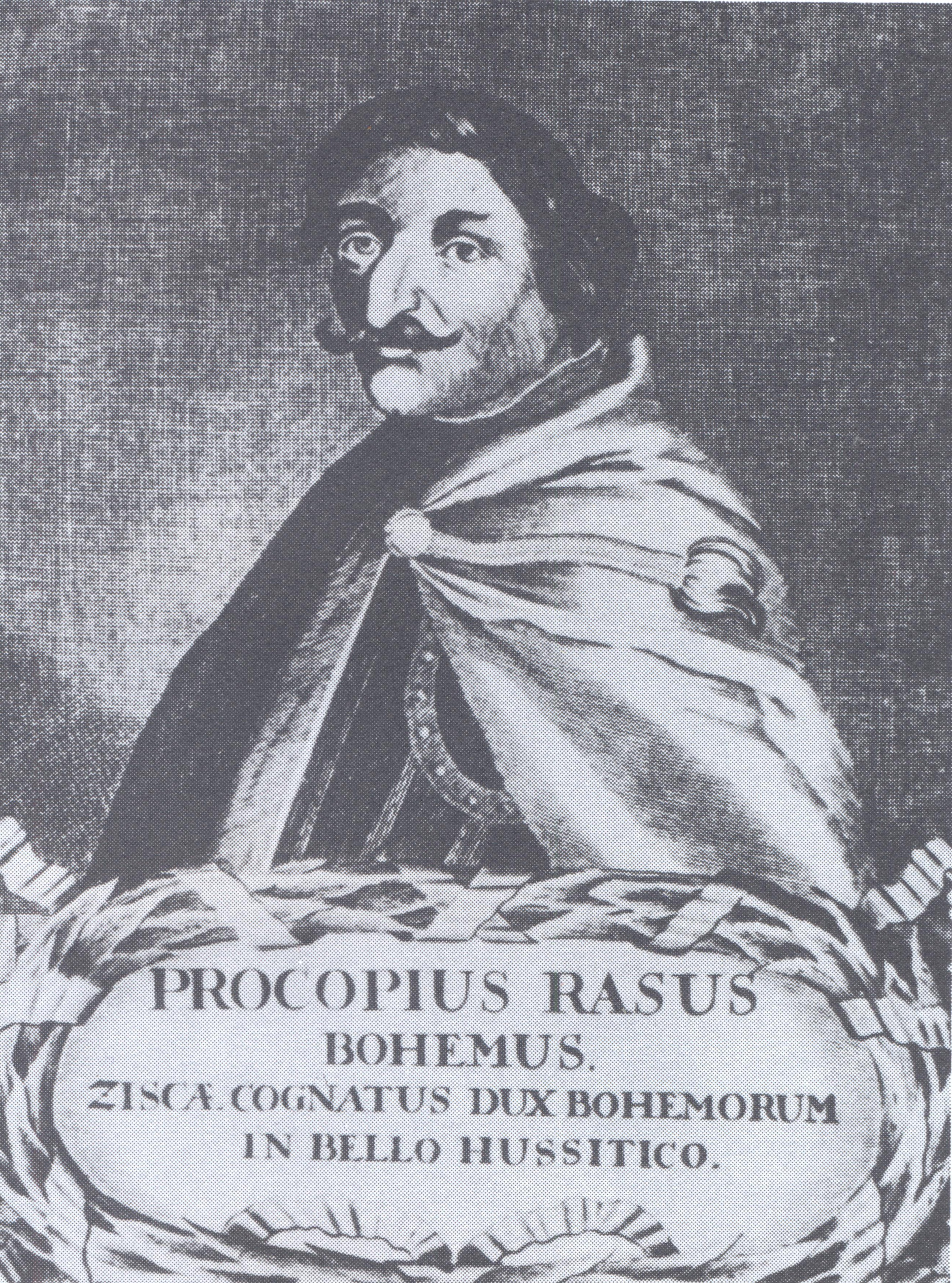
Darstellung von Prokop Holý aus dem 17. Jahrhundert

Andreas Prokop, auch Prokop der Kahle; Prokop der Große (tschechisch: Prokop Holý, Prokop Veliký, lateinisch: Procopius Rasus Bohemus; * um 1380; † 30. Mai 1434 bei Lipan in Böhmen), war ein Geistlicher und Prediger; in den Hussitenkriegen Heerführer der Reformbewegung der Taboriten.

## Herkunft und Lebensweg
Andreas Prokop stammte mütterlicherseits aus der Familie des deutschen Prager Patriziers Jan z Cách (von Aachen). Zu seinem Vater ist nichts bekannt. Nach dem Studium der Theologie an der Karls-Universität Prag wurde er zunächst katholischer Geistlicher in Prag, wandte sich jedoch der Glaubenslehre des böhmischen Reformators Jan Hus zu, der am 6. Juli 1415 in Konstanz auf dem Scheiterhaufen verbrannt worden war. Ab 1420 wirkte er als Priester und Prediger der Hussiten in Tábor. Seinen Beinamen „der Kahle“ führte er vermutlich nach der Tonsur der katholischen und hussitischen Geistlichen nach einer völligen Rasur der Kopfhaare als kahlgeschorener Heerführer. Es existiert keine zeitgenössische Darstellung von ihm.
Nach dem Tode von Jan Žižka, einem der Führer der radikalen Taboriten, wurde Andreas Prokop im Jahr 1424 einer der Feldhauptleute ihrer Heeresgruppen. Unter seiner Führung festigten die Hussiten 1426 in der Schlacht bei Aussig, 1427 in der Schlacht bei Zwettl und 1431 in der Schlacht bei Taus ihre militärische Überlegenheit über die Heere der Kreuzritter. Nach dem Sieg in der Schlacht bei Tachau stoppte er die Kreuzzüge der katholischen Heeresgruppen und prägte damit den historischen Verlauf der Geschichte Böhmens. Im Verbund mit Truppen der Orebiten erfolgten seit 1427 Einfälle hussitischer Heere in die katholischen Nachbarländer Böhmens. Wie bei längeren Kampagnen zu der Zeit üblich, erbeutete das Heer durch Erpressen von Lösegeld, Plünderung von Klöstern und Städten den Unterhalt der Söldner und des mitziehenden Trosses. Im Jahr 1430 erzwang Andreas Prokop auf der Burg Zwernitz als Ablösung für eine Brandschatzung des Hochstiftes und der Stadt Bamberg im Hochstift Bamberg 12.000 Gulden Lösegeld.
Im Jahr 1433 trat Prokop auf dem Konzil von Basel als Verteidiger der radikaleren Ausprägung der hussitischen Glaubenslehre auf. Dessen Verhandlungsergebnisse, die Prager Kompaktaten erkannte er nicht an. Am 30. Mai 1434 fiel er als Führer der vereinigten Truppen der Taboriten in der Schlacht von Lipan im Kampf gegen die Utraquisten, den gemäßigten Flügel der Hussiten, und Söldner des kaiserlichen Heeres des böhmischen Königs Sigismund von Luxemburg.